# 1971 год в компьютерных играх

## События
- 22 марта Ральфу Беру был выдан первый патент на «телевизионную игровую и обучающую аппаратуру» в Патентном бюро США[1].
- В июне Билл Питтс и Хью Так создают фирму Computer Recreations, Inc.[2]
- Компания Magnavox подписывает лицензионное соглашение с Sanders Associates на выпуск игровой приставки Odyssey[3].

## Выпуски игр
- В сентябре Computer Recreations, Inc. устанавливает первую коммерческую игру Galaxy Game (доработанную версию Spacewar! для PDP-11) и первый аркадный автомат в Стенфордском университете[2].
- К ноябрю компания Nutting Associates выпускает 1500 аркадных автоматов с игрой Computer Space (версия Spacewar). Computer Space стала первой компьютерной игрой в мире, изданной для широкой публики[3].

## Разработка игр
- Дон Равитсч и ещё два студента Карлтонского колледжа разрабатывают игру The Oregon Trail для телетайпов[4].
- Дон Даглоу создаёт первый симулятор бейсбола для ЭВМ PDP-10[5].
- Майк Мейфилд программирует текстовую игру Star Trek для мини-компьютера Sigma 7[6].